# Wichita Thunder
Wichita Thunder je profesionální americký klub ledního hokeje, který sídlí ve Wichitě v Kansasu. Do ECHL vstoupil v ročníku 2014/15 a hraje v Horské divizi v rámci Západní konference. Před vstupem do ECHL působil několik let v Central Hockey League. Své domácí zápasy odehrává v hale Intrust Bank Arena s kapacitou 13 450 diváků. Klubové barvy jsou modrá, stříbrná a bílá. Jedná se o farmu klubů Edmonton Oilers (NHL) a Bakersfield Condors (AHL).

## Úspěchy
- Vítěz CHL ( 2× )
  - 1993/94, 1994/95

## Přehled ligové účasti
Zdroj:
- 1992–1996: Central Hockey League
- 1996–2001: Central Hockey League (Západní divize)
- 2001–2009: Central Hockey League (Severozápadní divize)
- 2009–2010: Central Hockey League (Severní divize)
- 2010–2011: Central Hockey League (Turnerova divize)
- 2011–2012: Central Hockey League (Berryho divize)
- 2012–2014: Central Hockey League
- 2014–2017: East Coast Hockey League (Centrální divize)
- 2017– : East Coast Hockey League (Horská divize)